# Budapest Blax Lacrosse
A Budapest Blax Lacrosse Egyesület Magyarország első lacrosse csapata.

## Történet
Néhány lelkes fiatal Sződy Ferenc vezetésével 2008 februárjában elkezdett dolgozni azon, hogy ezt a sportágat Magyarországon is meghonosítsák. 2008 márciusában megalapításra került az egyesület, majd áprilisban az edzések is elkezdődtek. 2008 májusában az Európai Lacrosse Szövetség elnöke, Peter J. Mundy egy elméleti és gyakorlati oktatásra Budapestre utazott.
A nyár folyamán a csapat létszáma felduzzadt egy kicsit és a megalapulás évének novemberében egy barátságos mérkőzésre vendégül látták a pozsonyi Bratislava Bats csapatát. A pozsonyiak jóval nagyobb tapasztalattal rendelkeztek, így könnyedén nyerték meg az összecsapást.
2009 első felében a csapat tovább duzzadt és márciusban Pozsonyba utaztak, ahol a házigazda Bratislava Bats és a bécsi Vienna Cherokees részvételével egy barátságos tornán vettek részt. A két tapasztalt csapat számára nem volt komolyabb kihívás a budapesti csapat, így a Blax a 3. helyen végzett. A Budapest Blax Lacrosse Egyesület jó kapcsolatot ápolt a kezdetektől az osztrák lacrosse szövetséggel, így 2009-ben engedélyt kaptak, hogy az Osztrák Lacrosse Ligában (Austrian Lacrosse League - ALL) elinduljanak. Májusban, augusztusban és szeptemberben játszott csapatunk, ráadásul szeptemberben hazai pályán rendezhette meg a rájátszás mérkőzését. Végül a csapat a hatodik helyen zárta a versenysorozatot. A budapesti mérkőzésnap olyan jól sikerült, és a csapat szereplése olyan szimpátiát keltett az Osztrák Lacrosse Szövetség és az osztrák csapatok körében, hogy kijelentették, a Budapest Blax Lacrosse Egyesület rendszeres résztvevője lehet az osztrák pontvadászatoknak.
2010 januárjában Budapesten a Budapest Blax által megrendezésre került New Years Cup elnevezésű barátságos nemzetközi lacrosse kupát, melyre a Graz Gladiators (Ausztria), a Vienna White Coats (Ausztria) és a Ljubljana Dragons (Szlovénia) kapott meghívást. A tornát a magyar csapat a negyedik helyen zárta.
2010 márciusában elindult a Budapest Blax női csapata is, mely több névváltozás után a Budapest Blackberries nevet vette fel. Bár a női csapat nem vett részt az Osztrák Lacrosse Ligában, hazai és nemzetközi kupákon sikerült értékes tapasztalatokat gyűjtenie.
A 2010-et követő időszakban a Budapest Blax az osztrák bajnokság, és a közép- és kelet-európai lacrosse tornák állandó résztvevőjévé vált. Míg a férfi csapat első hivatalos győzelmét 2011 áprilisában a Vienna White Coats ellen szerezte meg az Osztrák Lacrosse Liga keretein belül, a nőknek ezt a 2014-es Silesia Cup-on a Kosynierki Wrocław (Lengyelország) sikerült elérnie. A férfiak a 2012-es az osztrák ligában egészen ezüstéremig jutottak.
A 2010-es New Years Cup sikerére alapozva a csapatnak sikerült a következő években a januári tornával hagyományt teremtenie, folyamatosan növekvő népszerűséggel és bővülő résztvevőszámmal. A 2015-ben hatodik alkalommal megrendezett kupán már 4 női és 8 férfi csapat mérettette meg magát Európa különböző részeiről. A torna az elmúlt években a magyar lacrosse hazai és nemzetközi ismertségének kulcsfontosságú részéve vált.
A nemzetközi ismertség szintén fontos tényezője, hogy a Budapest Blax 2014-2015-ös szezonban egy nemzetközi kupasorozatban, a Central European Lacrosse League-ben (CELL) indult, melynek Magyarország mellett Horvátország, Szerbia és Szlovénia adott otthont. Az őszi és tavaszi fordulók után a Budapest Blax első helyen végzett a sorozatban, elérve ezzel a magyar lacrosse eddigi legfontosabb sikerét.
A csapat tagjai és vezetősége aktívan részt vesznek a Magyarországi Lacrosse Szövetség, a férfi és a női lacrosse válogatott munkájában is, szervezői szerepet vállalva a 2016-ban Gödöllőn megrendezendő Férfi Lacrosse Európa-bajnokság lebonyolításában.

## Adatok

### Alapítás dátuma
2008. március 16.

### Vezetőség
- Csesztanovits Anna - elnök
- Fűrész Dávid - alelnök
- Urbán Dávid - elnökségi tag
- Gazsó Tamás - elnökségi tag
- Váczi Ágnes - elnökségi tag

## Eredmények
- Nők

| Év   | Esemény        | Helyezés |
| ---- | -------------- | -------- |
| 2011 | New Years Cup  | 4.       |
| 2012 | New Years Cup  | 4.       |
| 2013 | New Years Cup  | 4.       |
| 2013 | New Comers Cup | 4.       |
| 2014 | New Years Cup  | 2.       |
| 2014 | Silesia Cup    | 5.       |
| 2014 | Laxtoberfest   | 8.       |
| 2015 | New Years Cup  | 4.       |
| 2015 | Passau Open    | 5.       |
| 2015 | Silesia Cup    | 5.       |

- Férfiak

| Év   | Esemény                          | Helyezés |
| ---- | -------------------------------- | -------- |
| 2009 | Barátságos kupa Pozsony          | 3.       |
| 2009 | Austrian Lacrosse League         | 6.       |
| 2010 | New Years Cup                    | 4.       |
| 2010 | Austrian Lacrosse League         | 5.       |
| 2011 | New Years Cup                    | 5.       |
| 2011 | Austrian Lacrosse League         | 5.       |
| 2012 | New Years Cup                    | 4.       |
| 2012 | Austrian Lacrosse League         | 2.       |
| 2013 | New Years Cup                    | 3.       |
| 2013 | Zombies Cup                      | 1.       |
| 2014 | New Years Cup                    | 5.       |
| 2014 | Zombies Cup                      | 5.       |
| 2015 | New Years Cup                    | 6.       |
| 2015 | Zombies Cup                      | 4.       |
| 2015 | Silesia Cup                      | 9.       |
| 2015 | Central European Lacrosse League | 1.       |